# Strooienstad
Strooienstad is een buurtschap in de gemeente Hulst in de Nederlandse provincie Zeeland. Voorheen behoorde de buurtschap tot de gemeente Vogelwaarde. De in de regio Zeeuws-Vlaanderen gelegen buurtschap bevindt zich ten noorden van Hengstdijk en ten noordoosten van Oude Stoof. Strooienstad ligt in de Zoute Polder aan de Koningsdijk rondom de kruising met de Hooglandsedijk. De buurtschap dient niet verward te worden met de buurtschap Koningsdijk dat enkele honderden meters ten zuidwesten van de buurtschap ligt nabij de kruising van de Koningsdijk met de Polderdijk.  De buurtschap bestaat uit een tiental dijkhuizen. In 1930 bestond de buurtschap uit 6 huizen met 26 inwoners. Strooienstad heeft witte plaatsnaamborden.
De postcode van de buurtschap is 4585, de postcode van Hengstdijk.
Stad: Hulst

Dorpen: Clinge · Graauw · Heikant · Hengstdijk · Kapellebrug · Kloosterzande · Kuitaart · Lamswaarde · Nieuw-Namen · Ossenisse · Sint Jansteen · Terhole · Vogelwaarde · Walsoorden

Buurtschappen: Absdale · Baalhoek · Boschkapelle · Catalijnenweg · Delft · Drie Hoefijzers · Duivenhoek · De Eek · Emmadorp · Fluitershoek · Groenendijk · Halfeind · Hoefkesdijk · Hoek en Bosch · 't Hoekje · 't Jagertje · Kalverdijk · Kampen · Kamperhoek · Keizerrijk · De Knapaf/Droogedijk · Knuitershoek · Koelewei · Koningsdijk · De Kraai · Krabbenhoek · Kreverhille · Kruisdorp · Kruispolderhaven · Kruisweg · Het Lammetje · Luntershoek · Margret · Margretschedijk · Molenhoek · Molenhoek · Muggenhoek (deels) · Noordstraat · Het Oliekot · Oostdijk · Ossenhoek · Oude Kaai · Oudemolen · Oude Stoof · Paal · Patrijzendijk · Patrijzenhoek · Pauluspolder · Perkpolder · Prosperdorp · De Rape · Roskam · Roverberg · Ruischendegat · Rustwat · Saswijk · Schapershoek · Scheldevaartshoek · Schuddebeurs · Sluis/Drie Gezusters · Statenboom · Stoppeldijk (Rapenburg) · Stoppeldijkveer (deels) · Strooienstad · Tasdijk · Tivoli · Tragel · Verkorting · Vijfhoek · Vogelfort · Walenhoek · Zandberg · Zeedorp · Zeegat

Historische plaatsen: Boerenmagazijn · Eekenissepolder · Klein Kuitaart · Vitshoek

Zeeland: Steden en dorpen in Zeeland      Nederland: Provincies · Gemeenten